# IPhone 16 Pro
L'iPhone 16 Pro e l'iPhone 16 Pro Max sono due smartphone progettati e prodotti da Apple. Rappresentano la diciottesima generazione di iPhone e sostituiscono i modelli iPhone 15 Pro e 15 Pro Max. Sono stati presentati il 9 settembre 2024 presso l'Apple Park, insieme agli iPhone 16 e 16 Plus.

## Descrizione
Le principali differenze con gli iPhone 15 Pro sono un tasto fisico laterale aggiuntivo per la cattura di foto e video, il nuovo chip A18 Pro (capace di eseguire Apple Intelligence con ulteriori funzioni, integrate dall'uso del nuovo tasto laterale Camera Control).

### Novità principali
- Tasto Camera Control;
- Display più grandi di 0,2";
- Video in 4K a 120 fps, in Dolby Vision, con 4 microfoni e in slow motion;
- Fotocamera: telefoto con zoom 5x anche sul modello Pro minore, camera ultra-wide da 48 Mpx;
- Batteria nettamente migliorata.